# Acrolepiidae
Die Acrolepiidae sind eine etwa 95 Arten umfassende Familie der Schmetterlinge innerhalb der Überfamilie Yponomeutoidea. Häufig wird die Familie auch als Unterfamilie der Rundstirnmotten (Glyphipterigidae) eingestuft, dann wird das Taxon als Acrolepiinae bezeichnet. Die Familie bzw. Unterfamilie kommt in Europa mit 45 Arten und Unterarten vor. Sie ist weltweit verbreitet, wobei das Hauptverbreitungsgebiet die Paläarktis ist, in der mehr als die Hälfte aller Arten auftritt.

## Merkmale
Wie auch viele Arten der Plutellidae besitzen die Falter noch Punktaugen (Ocelli). Zu den vermuteten Autapomorphien zählen der Bau der männlichen Genitalien, bei denen das Tegume, dessen Fortsätze und der Gnathos zurückgebildet sind und der Phallus basal erweitert ist, sowie die Verästelung der Adern M1 + M2 und M3 + CuA1 an den Hinterflügeln. Den Weibchen fehlt die ventrale Costa an der Basis der vorderen Apophyse, wobei dieses Merkmal auch bei manchen Arten der Plutellidae aus der südlichen Hemisphäre auftritt.

## Lebensweise
Die Falter sind dämmerungs- oder nachtaktiv. Die Raupen sind Minierer in Blättern oder Bohrer in Stängeln, Knospen und Samen. Einige Arten, wie etwa Acrolepiopsis assectella, zählen zu den Schädlingen an Liliengewächsen (Liliaceae). Das Nahrungsspektrum der Raupen umfasst aber insgesamt verschiedene Zweikeimblättrigen, wie etwa Korbblütler (Asteraceae), Lippenblütler (Lamiaceae) und Nachtschattengewächse (Solanaceae).

## Systematik
Die Acrolepiidae bzw. Acrolepiinae wurde kürzlich noch in die Familie Plutellidae gestellt. Folgende Gattungen werden ihr zugerechnet:
- Acrolepia
- Acrolepiopsis
- Digitivalva

## Belege